# Förbjudet område
Förbjudet område är en självbiografisk roman av Per Wästberg från 1960. Boken handlar om hur författaren reste på stipendium till Centralafrikanska federationen i slutet av 1950-talet och fick uppleva slutet av kolonialtiden.